# ドミナント戦略

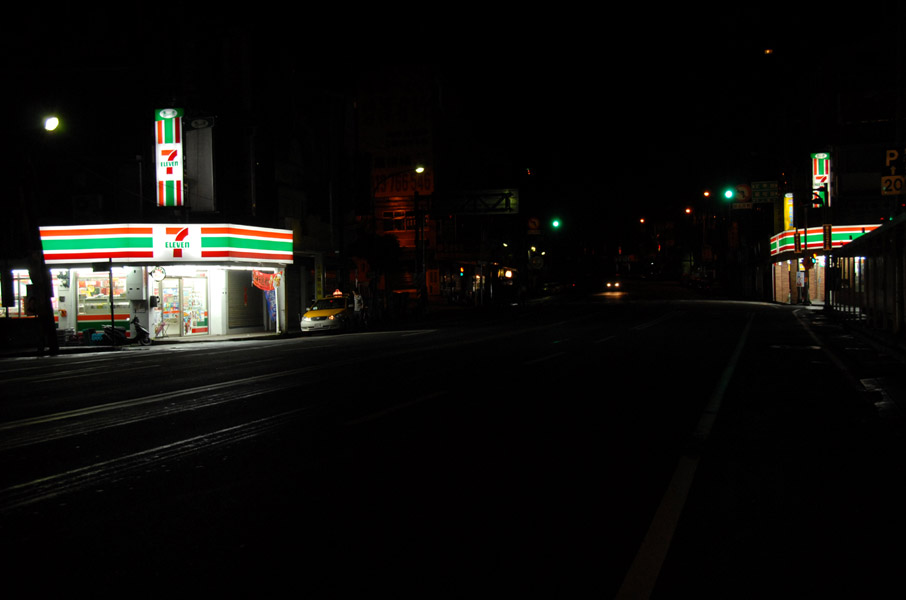
1店も進出しない地方がある一方で、出店地域内では多数配置して独占状態を目指す。台湾・台北のセブン-イレブン

ドミナント戦略（ドミナントせんりゃく、dominant strategy）とはチェーンストアが地域を絞って集中的に出店する経営戦略。ある地域内における市場占有率を向上させて独占状況を目指す経営手法。ドミナント出店、エリア・ドミナンス戦略、ドミナンスとも呼ばれる。また、日本語で「高密度多店舗出店」や「集中出店戦略」と呼ばれることもある。

## 概要
ドミナント（dominant）は「優勢」あるいは「支配的」という意味である。グループ企業やチェーン店展開を行うスーパーマーケットやコンビニエンスストアなどは出店する際、集客力を左右する商圏について立地特性の人口・年収・年齢層・主たる家族構成・昼夜間人口・競業他社の有無・交通アクセス・周辺施設などを調査して出店の是非を決定するが、ドミナント戦略は当該地域で市場占有率を高める目的で複数の店舗を高密度で展開する手法である。
ドミナント戦略には以下のような目的がある。
- 短期間に認知度を上げることで同業者等に対する地域での競争力を向上させ市場占有率を上げることができる[3]。
  - 出店した地域での知名度を上げるとともに利用客からの信頼を高める[4]。
  - 知名度を上げることで早期の黒字化を図る[5]。
- 流通効率を上げるとともに運営コストを下げる[5]。
  - 配送センター等を利用する業種の場合には配送効率がよくなり配送時間も短縮化できる[3]。物流効率化によって省エネ化につなげることができる[1]。
- 地域特性を把握しやすくなり商品戦略、価格戦略、販促戦略などが立てやすくなる[5]。
- 本部は地域内の複数の店舗を効率的に管理できる[5]。本社による地域別の管理や経営指導が容易になる[3]。

以上はドミナント戦略の目的でありメリットであるが、ドミナント戦略にはデメリットもある。
- 同一チェーンに属する店舗同士で顧客を奪い合うカニバリゼーション（いわゆる共食い）が発生するおそれがある[3]。
- 地震など自然災害が発生したときに多店舗が同時に集中的に被害を受けるおそれがある[3]。
- 集中的に出店した地域に競合する大手チェーンなどが進出すると多くの自チェーン店に同時に大きな影響が出るおそれがある[3]。

## 業態別のドミナント戦略
日本では南関東1都3県を地盤とするイトーヨーカ堂、東海地方を地盤とするユニー、関西地方を地盤とするイズミヤ、滋賀県を地盤とする平和堂、和歌山県と奈良県を地盤とするオークワ、四国地方と広島県と山口県を地盤とするフジ、瀬戸内地方と北部九州を地盤とするイズミ（ゆめタウン）などが、アメリカではウォルグリーンが、ドミナント戦略を採用したことで知られている。

### コンビニエンス・ストア
コンビニエンスストア（以下、CVS）の商圏は人口1万人当たり1軒と言われる一方で沿道サービス商業施設の一つでもある。小売業の中でもPOSシステムを導入することで遅滞のない物流が期待されている。これを経済的な見地から実現するためには特定地域のみならず特定路線沿線をいわゆる一筆書きで搬送できるか否かにかかっている。
例えばセブン-イレブンでは、チェーン認知度の向上、来店頻度の増加、物流効率の向上、経営アドバイス時間の確保、広告効率の向上の観点からドミナント戦略を採用している。不利な地域からは撤退し、本社から近い地域・得意な地域に絞って基盤を固め、ドミナント戦略は特に物流合理化や省エネ化と関連づけられるようになっており、各店舗へのトラックの納品台数は、1970年代半ばには指定卸業者から行われていたため各店に1日約70台のトラックが納品していたが、2016年には各店に1日約9台のトラックで納品できるまで効率化されるようになった。
セイコーマートは加盟店の存続を妨げる可能性を挙げて、原則として各店舗から半径150メートル以内での出店を行なっていない。

### 飲食店チェーン
ファミリーレストランはグループ企業内の関連店舗を客層に合わせて同一商圏内に複数配置し、高い市場シェアを獲得する可能性が高くなる。中小の外食チェーン店には全国的なナショナルチェーンを目指さず、地域に限定したドミナント戦略をとっている場合もある。
バーガーキングは2019年の大量閉店前から根本的な出店戦略を見直し、不採算店舗の閉店と投資をしても回収できないエリアへの出店の中止を断行し、初期投資が少ない商業施設やショッピングセンターへの出店を特化・強化した事で低迷から脱し、躍進を果たした。

### ローカル情報メディア
地方紙、フリーペーパーなどのローカル紙媒体は、対象地域内で必要とされている情報に絞って存在価値を高め、販売店や配布箇所を地域内に多数配置して配布促進を徹底することにより購読者を増やし、ランチェスター経営と組み合わせて地域内首位を目指す。これによって地域内での影響力が高まり、情報も集まりやすくなる。特定地域内しか取り扱わないため、取材と配布にかかるコストも下げられ効率が良い。
この方法はWebコンテンツ運営でも応用されており、2010年代前半に盛んとなったいわゆるローカル情報Webメディアでは、一都市とか都市の一区域に特化した情報を徹底的に発信することで同様の効果を得ている。
一方、フラットな競争が生じやすい放送媒体（除くCATV）では、他局との比較において小さいエリア規模がメリットとなることはあまりない。日本のコミュニティ放送の苦戦が好例。